# Lucid And The Flowers
Lucid And The Flowers（ルシッド・アンド・ザ・フラワーズ）は、日本のロックバンド。略称はLATF。

## 略歴
2013年11月に活動開始。
2014年12月に活動を休止し、2019年9月にバンド編成となって再始動した。
2020年8月に園田新監督の短編映画「DISTANCE」の音楽を担当。
2021年8月にギタリストの遠藤洋一郎が脱退。
2021年8月に兵頭功海・桃果がW主演を務める園田新監督の最新長編映画「消せない記憶」の劇中歌と劇伴を中里正幸が担当。 2022年公開予定。
2022年4月にギタリストのkaetsu takahashiが加入。

## メンバー
- 中里正幸 ボーカル/ギター/ピアノ 
同バンドの全楽曲の作詞作曲を務める。左利き。元mellowsのボーカルギター。60〜90年代の音楽に傾倒し、シャンソン、ジャズ、ブルース、AORなどをルーツに持つ。ヌーヴェルバーグ期のフランス映画や哲学などに造詣が深く、徹底的に「成熟美」にフォーカスされたロマンティックな表現を得意とし、過去に中村拓朗監督の映画「西北西(2015)[1]」や園田新監督の長編映画「消せない記憶(2022)」の劇中歌と劇伴を担当。女優・紺野千春のプロデュースのほか、様々なアーティストサポートなども行っている。

- kaetsu takahashi ギター 
“CINEOLA”のリーダーでもあり、”Forest People”"Sad vacations"などのギタリストとしても活動中。2014年からギターによる即興演奏を軸として、様々なサウンドを発表し続けている。東欧やドイツのレーベルからも音源をリリースすることもあり、海外においても評価を得ている。[2]

- 恩田康人 ベース 
cahierでベースを担当。トラックメイカーalgolyckとしても活動。水野正敏氏にエレキベース、音楽理論を師事。音楽教室 ライフベンドミュージックスクールのベース科講師を務めるほか、学校法人神村学園 高等部 広域通信制課程 サポート校 Saitama Music Education Campusにて作曲、ミックス、アンサンブルの授業を受け持つ。好きな食べ物はマヨコーンの寿司。
共演＆サポート：ダモ鈴木、odorico、川﨑レオン etc...  [2]

- 大光亘 ドラム 
ヤマハのドラム講師を経て91年「SAKANA」でメジャーデビュー。TMネットワーク木根尚登氏プロデュースアルバムリリース。「SPOOZYS」で全米リリース＆ツアー敢行。浅倉大介らと「drei projekt」結成。特殊インストバンド「about tess」で上海野外フェス等に出演。
共演＆サポート：access、小椋佳、SMAP、曽我部恵一、T.M.Revolution、デーモン閣下、矢野誠 etc.[3]

## 音楽性
60年代のアートロックを軸に、現在のイーストロンドンの新興音楽などに代表されるローファイ・ジャズ・シューゲイズの要素を併せ持つノワールなサウンド。全曲英語の歌詞はロマンティックな内容のものが多く、ニヒルな社会風刺の視点も垣間見れる。David BowieやArctic monkeys、Burt Bacharach、Scott Walkerなどの影響も感じられる。

## ディスコグラフィー
|                | タイトル             | 発売日        | 規格品番 | 収録曲                                                              | 備考                           |
| -------------- | -------------------- | ------------- | -------- | ------------------------------------------------------------------- | ------------------------------ |
| 3rd single     | Les grandes vacances | 2022年5月19日 | VR-0003  | 1.Les grandes vacances                                              | デジタルリリース               |
| 2nd single     | In the Mood for love | 2020年11月7日 | VR-0002  | 1.In the mood for love                                              | デジタルリリース               |
| 1st mini album | RECAPTURE            | 2019年10月9日 | VR-0001  | 1.Angel 2.Love is blind 3.La dolce vita 4.Ocean opera 5.El paradiso | 初の全国流通盤                 |
| 1st single     | Love is blind        | 2018年2月25日 | VR-0000  | 1.Love is blind                                                     | 活動再開後初のデジタルリリース |

## ミュージックビデオ
| 年   | 曲名                     | 監督     |
| ---- | ------------------------ | -------- |
| 2020 | 「Ocean opera」          | 石井巨匠 |
| 2020 | 「Angel」                | 石井巨匠 |
| 2020 | 「In the mood for love」 | 石井巨匠 |
| 2019 | 「La dolce vita」        | 成田将史 |